# Bistum Meaux
Das in der Île-de-France gelegene Bistum Meaux (lateinisch Dioecesis Meldensis, französisch Diocèse de Meaux) wurde bereits im 3. Jahrhundert in Meaux gegründet und ist heute der älteste Suffragansitz des Metropolitanbistums Paris. Es ist bereits seit 1622 ein Suffraganbistum des Erzbistums Paris.
Davor gehörte es seit der Zeit Karls des Großen zur Kirchenprovinz Sens.

## Weblinks

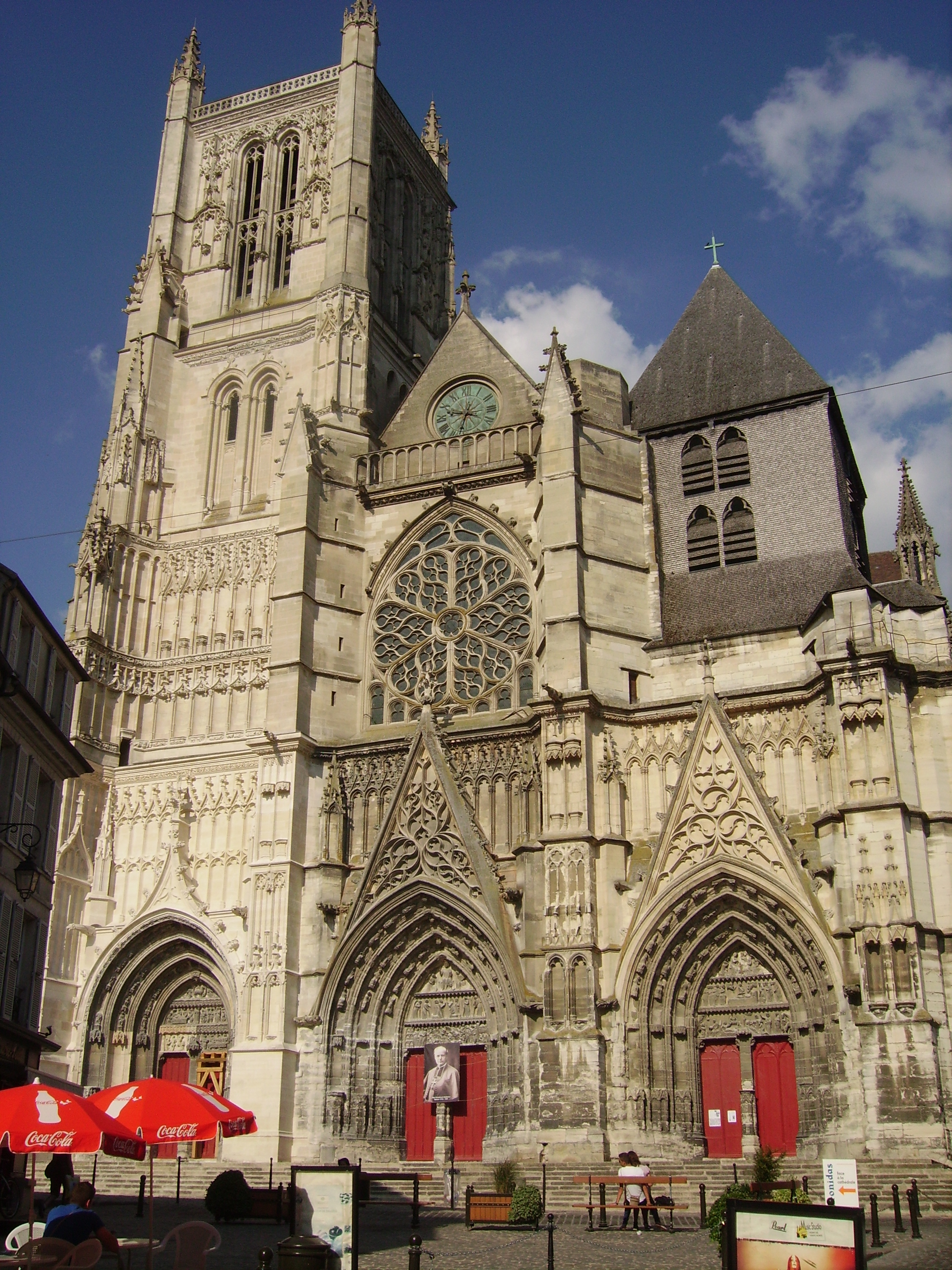
Kathedrale Saint-Étienne in Meaux